# Abadia de Valmagna
L'abadia de Valmagna (o Valmagne) és un antic monestir cistercenc situat al municipi francès de Vilamanda (Villeveyrac oficialment), al departament de l'Erau i a la plana litoral, entre Besiers i Montpeller. És un monestir actualment desafectat. Ha estat declarat Monument Historique per l'administració.

## Història

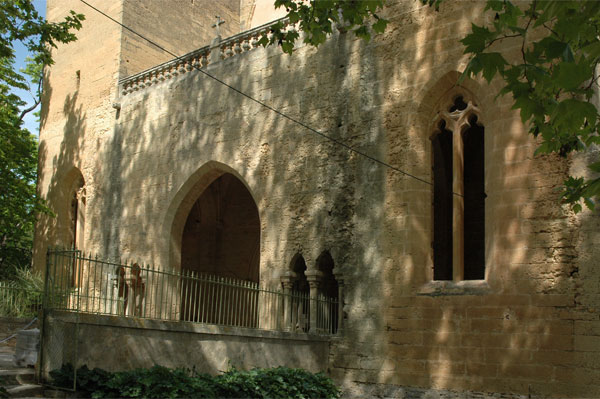
L'església precedida pel nàrtex i les dues torres de defensa

### Fundació
El topònim Vallis (o Villa) Magna és conegut des de l'antiguitat, aquí es localitzava un conegut doll d'aigua. Aquest indret fou escollit per un grup de monjos benedictins procedents del monestir de Santa Maria d'Ardorel (Tarn) per establir-s'hi, el 1138. La fundació fou patrocinada per Ramon I Trencavell i confirmada l'any següent pel bisbe d'Agde. Depenia de l'abadia de Cadouin (o Cadonh, Dordonya). En aquella època la comunitat seguia la regla de Sant Benet.

### Abadia cistercenca
Poc després de la fundació, el 1144, Valmagna va passar a governar-se segons la regla cistercenca, que en aquella època estava en ple desenvolupament. La comunitat va demanar al papa deslligar-se de Cadouin i Ardorel, cosa que va obtenir el 1145, posant l'abadia sota la direcció de Bonnevaux (Isèra) i provocant la confrontació amb els Trencavell que s'hi van oposar sense èxit; el 1159 el papa Adrià IV confirmà l'afiliació al Cister.

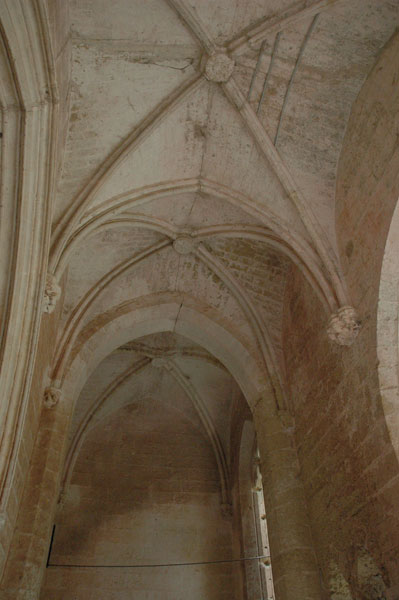
El nàrtex

### Esplendor
Amb el Cister, l'abadia va conèixer una època d'esplendor, amb abundants donacions que fan que la riquesa de la comunitat sigui considerable, mantenint una sèrie de granges al seu servei escampades per la regió, sense oblidar les bones relacions amb la noblesa.
Resultat d'aquesta puixança és la decisió d'edificar una nova església, que hauria de substituir (tot i que només tenia cent anys) l'antic edifici romànic per una nova construcció gòtica, una església de dimensions considerables (53 m de llargada i 23 m d'alçada).
En el segle xiv va començar la construcció del claustre gòtic, conservant elements de l'anterior, romànic.

### Decadència
L'inici de la decadència ve marcat per l'epidèmia de Pesta Negra que va devastar aquesta regió (1348); uns monjos van morir i altres van fugir de l'abadia. També l'afectà la Guerra dels Cent Anys i l'anar i venir dels mercenaris. A poc a poc es van venent les propietats per anar fent front a les despeses.
A partir del 1477 la comunitat va passar a estar dirigida per abats comendataris. Amb la voluntat de millorar la direcció, els abats són nomenats des de fora, en lloc de triar-los la mateixa comunitat entre els seus membres. Això acostumava a conduir a una relaxació de la vida religiosa per un costat i al desinterès de l'abat per la mateixa abadia per l'altre. A mitjan segle xvi el mateix abat es fa protestant i ataca Valmagna. El resultat de tot això és que a partir de 1575 hom troba una abadia abandonada i en procés de ruïna.

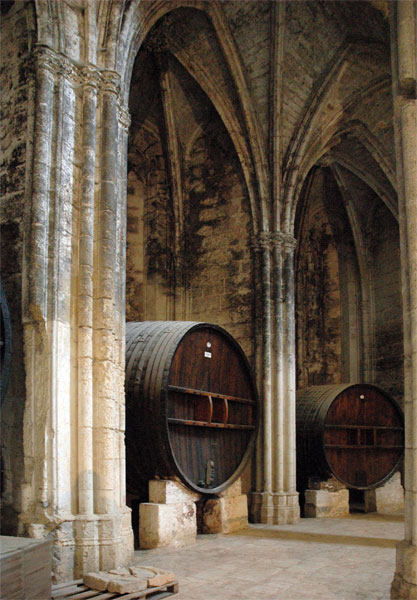
Les bótes al deambulatori

### Renovació i tancament
A partir del segle xvii es fan treballs de manteniment, moltes parts de l'església han de ser murades per evitar-ne la caiguda, es restaura el claustre. A finals d'aquest segle es fan obres importants, però l'abadia queda endeutada i sense medis econòmics per a fer-hi front. A finals del segle xviii la comunitat és molt reduïda i el 1790 els tres últims monjos l'abandonen emportant-se els pocs objectes de valor que encara hi quedaven. L'abandó permet que les restes del mobiliari i arxiu siguin incendiats. Passa a propietat pública i es procedeix a la venda dels béns.
El 1791 fou adquirit per un particular que es va dedicar a l'elaboració de vi. La mateixa església serveix de bodega i hi fa construir unes gran bótes encastades a les capelles laterals, tant a la nau com l'absis. El 1838 canvia de propietari i actualment encara segueix a mans de la mateixa família que es dedica a la viticultura. S'hi estan portant a terme treballs de conservació i restauració.

## Els edificis

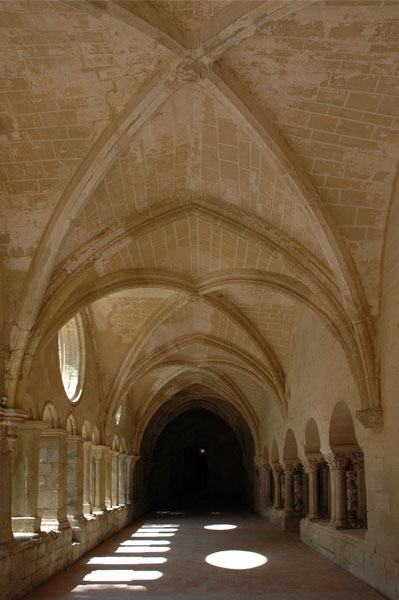
El claustre

### L'església
L'església és un exemplar gòtic de grans dimensions. De tres naus, amb creuer i presbiteri envoltat per una girola, amb set capelles radials. Val a dir que l'edifici es va aixecar amb pedra local de poca qualitat i ara es troba en molt mal estat. És per això que moltes de les seves obertures, finestrals i fins i tot espais entre les columnes de la nau es troben murades, per tal d'assegurar l'estabilitat. Fins i tot, ha caigut algun dels contraforts. La façana principal és precedida per un nàrtex entre dues poderoses torres de defensa. A l'interior sorprèn el seguit de bótes de vi de grans dimensions que ocupen les capelles laterals. Tractant-se d'una construcció cistercenca, la decoració està reduïda al mínim: les claus de volta i elements vegetals als pilars (de secció el·líptica), a manera de capitell.

### El claustre
L'ala de llevant del claustre és la més antiga. Es tracta d'un pati de grans dimensions tancat per cinc grans arcs apuntats a cada cantó, separats per contraforts. Cada un d'aquests arcs presenta una sèrie d'arcs (uns de mig punt i altres apuntats) sobre columnes i, a sobre, un gros òcul.
L'ala sud del claustre està centrada pel lavabo, de planta octogonal, amb una sèrie de tres arcs a cada costat. Al bell mig hi ha la font i tot el conjunt és cobert per uns nervis de pedra que suporten una parra que li dona ombra a l'estiu.

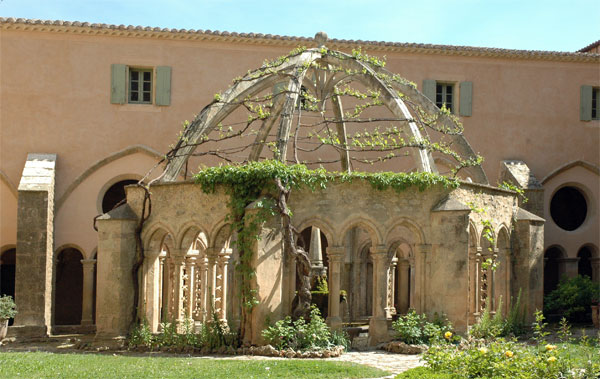
El lavabo

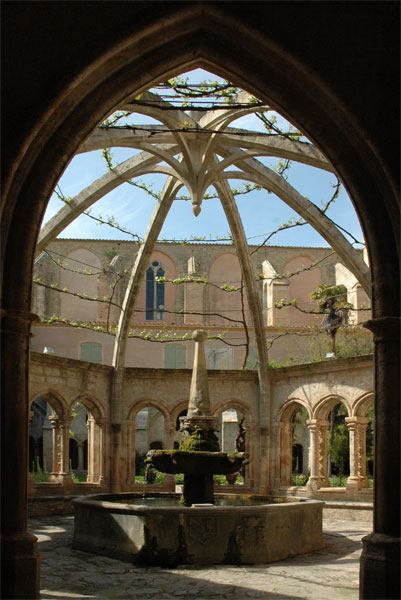
El lavabo

### Sala capitular
Conforma la part més antiga de l'abadia. S'hi accedeix per un portal flanquejat per uns finestrals de doble amplada, tot suportat per columnes i capitells de diferents tipus. És una nau única, sense pilars que suportin la volta. Al mur del fons s'obre un finestral triple.

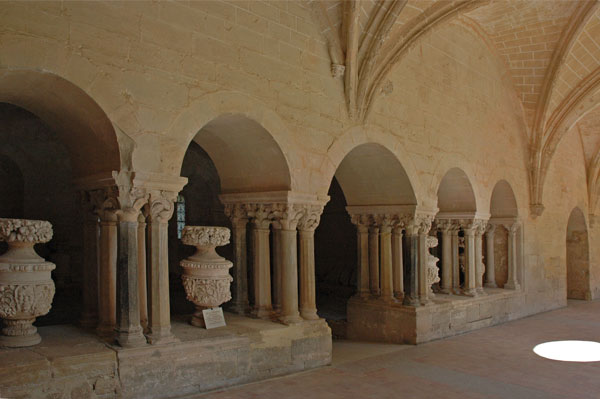
La sala capitular

### Altres elements
Hi ha altres elements de menor entitat, entre els quals la sala dels monjos, refetors, cellers, dormitori al pis superior. I l'edifici que es va aixecar al segle xvii.